# Licuala furcata
Licuala furcata är en enhjärtbladig växtart som beskrevs av Odoardo Beccari. Licuala furcata ingår i släktet Licuala och familjen Arecaceae. Inga underarter finns listade i Catalogue of Life.